# Selinum cervicaria
Selinum cervicaria är en flockblommig växtart som beskrevs av Albrecht Wilhelm Roth. Selinum cervicaria ingår i släktet krusfrön, och familjen flockblommiga växter. Inga underarter finns listade i Catalogue of Life.